# Християнска Кабала
Християнската кабала е условно наименование на светоглед, израз на синтеза между античната Кабала и християнството на 15 век.
Получава развитие в средите на европейските философи, теолози и хуманисти през епохата на Ренесанса. Оказва огромно влияние върху европейската философия от края на 15 век, т.е. с издигането на Сикстинската капела и началото на испанската инквизиция.
В края на XV век кабала се трансформира от чисто еврейски феномен в елемент от европейската култура, съвместима с християнската традиция и по-специално с тази от ранното християнство с неговото богословие, християнска философия, наука, магия и теургия (последното респективно отговарящо на чудо и/или вълшебство). [необходимо е уточнение]
В резултат от синтеза се появяват два различни и донякъде диаметрално противоположни феномена мистицизъм на новото време – със съответните доктринални различия, но под едно име омоними. В писанията на традиционните еврейски теолози на Кабалата след края на 15 век не се споменава за Християнската кабала. Еврейските кабалисти не различават или не припознават християнската кабала за нещо чуждо на еврейската традиция (виж марани). От друга страна, християнската традиция гледа на християнската кабала като на отдавна забравено (ранно)християнско учение.
Християнската кабала се разпространява по време на Ренесанса, когато и чисто научния интерес към мистичните аспекти на еврейската Кабала я свързва с християнския мистицизъм и раннохристиянската мисъл.
Интересът към християнската кабала продължава досами великата френска революция, като има своеобразно продължение и в най-ново време.

## Видни християнски кабалисти
- Кардинал Егидио де Витербо (1465 – 1532);
- Франческо Джорджио (1460 – 1541);
- Паул Риций (1470 – 1541);
- Гийом Постел (1510 – 1581);
- Якоб Бьоме (1575 – 1624);
- Йохан Видманштетер.